# KDE Applications
KDE Gear, hasta el año 2021 conocido como: KDE Applications, es un conjunto de aplicaciones y librerías diseñadas por la comunidad de KDE para ser usadas principalmente en  KDE Plasma. En primera instancia se desarrollaron para el mundo de Linux, pero actualmente un gran número de ellas se caracteriza por ser multiplataforma. 
A partir de abril del 2021, el conjunto de aplicaciones pasó a denominarse como "KDE Gear"'''

## Aplicaciones principales

### Sistema (Plasma)
| Icono | Aplicación                                | Descripción                          |
| ----- | ----------------------------------------- | ------------------------------------ |
|       | Preferencias de Sistema (System Settings) | Gestor de las preferencias de Plasma |
|       | Dolphin                                   | Navegador de archivos.               |
|       | Konsole                                   | Emulador del terminal.               |

### Multimedia
| Icono | Aplicación    | Descripción               |
| ----- | ------------- | ------------------------- |
|       | Amarok        | Reproductor de audio.     |
|       | Juk           | Reproductor de audio.     |
|       | Elisa         | Reproductor de audio.     |
|       | Kdenlive      | Editor de video avanzado. |
|       | Haruna        | Reproductor multimedia    |
|       | Dragon Player | Reproductor multimedia    |
|       | Kaffeine      | Reproductor multimedia    |
|       | Kwave         | Editor de sonido          |

### Gráficos
| Icono | Aplicación  | Descripción                |
| ----- | ----------- | -------------------------- |
|       | Krita       | Editor de imágenes potente |
|       | Gwenview    | Visor sencillo de imágenes |
|       | digiKam     | Gestor de fotografías      |
|       | KolourPaint | Editor de imágenes básico  |
|       | Kamoso      | Cámara                     |
|       | Pix         | Galería de imágenes        |

### Oficina
| Icono | Aplicación      | Descripción                          |
| ----- | --------------- | ------------------------------------ |
|       | Okular          | Visor de documentos (pdf, djvu, etc) |
|       | Calligra Words  | Editor de texto                      |
|       | Calligra Stages | Editor de diapositivas               |
|       | Calligra Sheets | Editor de hojas de cálculo           |
|       | KMail           | Cliente de correo                    |

### Producción
| Icono | Aplicación | Descripción                                                                                            |
| ----- | ---------- | --- |
|       | K3b        | Suite de grabación de medios ópticos.                                                                  |
|       | Kate       | Editor de texto.                                                                                       |
|       | KDevelop   | Entorno de desarrollo integrado.                                                                       |
|       | Kontact    | Administrador de información personal, cuentas de correo electrónico, canales RSS, calendario y demás. |

### Utilidades
| Icono | Aplicación | Descripción                  |
| ----- | ---------- | ---------------------------- |
|       | Ark        | Gestor de archivadores       |
|       | KWrite     | Editor de texto              |
|       | Filelight  | Gestor de particiones de KDE |

### Internet
| Icono | Aplicación | Descripción                                       |
| ----- | ---------- | ------------------------------------------------- |
|       | KGet       | Gestor de descargas                               |
|       | KTorrent   | Cliente torrent                                   |
|       | Kopete     | Cliente multiprotocolo de mensajería instantánea. |
|       | Konqueror  | Navegador Web y de archivos.                      |
|       | Falkon     | Navegador Web ligero                              |

## Lanzamientos
| Historial de lanzamientos                                            | Historial de lanzamientos                                                                                                  | Historial de lanzamientos |
| Versión                                                              | Características | Fecha                     |
| -------------------------------------------------------------------- | --- | ------------------------- |
| 14.12                                                                | Kate, Konsole, Gwenview, KAlgebra, Kanagram, KHangman, Kig, Parley, KApptemplate and Okteta ported to KDE Frameworks 5.    | 17 de diciembre del 2015  |
| 15.04                                                                | Rocs, Cantor, Kompare, Kdenlive and KDE Telepathy ported to KDE Frameworks 5.                                              | 15 de abril de 2015       |
| 15.08                                                                | Dolphin and Ark ported to KDE Frameworks 5. Technology preview of KF5-based Kontact suite.                                 | 19 de agosto de 2015      |
| 15.12                                                                | KSnapshot was replaced by Spectacle, KTuberling, Klickety and KNavalBattle have also been updated to use KDE Frameworks 5. | 2015 de diciembre de 16   |
| 16.04                                                                | New music education software (Minuet), KHelpCenter now part of KDE Applications, bugfixes to Kontact, Ark                  | 2016 de abril de 20       |
| 16.08                                                                | Kolourpaint, Cervisia, KDiskFree, The Kontact Suite, Marble                                                                | 2016 de agosto de 18      |
| 16.12                                                                | Kwave; Okular, Konqueror, KGpg, KTouch and Kalzium ported to KDE Frameworks 5.                                             | 2016 de diciembre de 15   |
| 17.04                                                                | | 2017 de abril de 20       |
| 17.08                                                                | | 2017 de agosto de 17      |
| 17.12                                                                | | 2017 de diciembre de 14   |
| 18.04                                                                | | 2018 de abril de 19       |
| 18.08                                                                | | 2018 de agosto de 16      |
| 18.12                                                                | | 13 de diciembre de 2018   |
| 19.04                                                                | | 2019 de abril de 18       |
| 19.08                                                                | | 2019 de agosto de 15      |
| 19.12                                                                | | 2019 de diciembre de 12   |
| 20.04                                                                | | 2020 de abril de 23       |
| 20.08                                                                | | 2020 de agosto de 13      |
| 20.12                                                                | | 2020 de diciembre de 10   |
| 21.04                                                                | |                           |
| 22.04                                                                | | 02 de junio de 2022       |
| 22.08                                                                | |                           |
| 22.12                                                                | |                           |
| 23.04                                                                | |                           |
| 23.08                                                                | |                           |
| 24.02                                                                | | 28 de febrero de 2024     |
|                                                                      | |                           |
| Versión antiguaÚltima versiónÚltima versión previaLanzamiento futuro | |                           |